# Tolfterna
Tolfterna var ett nätverk i Sverige av kvinnor från olika samhällsklasser som genom regelbundna samkväm med föredrag, diskussioner och lättsamt umgänge syftade till erfarenhetsutbyte över klassgränser och att vara ett forum för bildning. Tolfterna var verksamma i Stockholm från 1892 till 1964. En av initiativtagarna var Ellen Key, och fram till sin död var hon en ständig inspiratör och nyckelperson även under sin frånvaro.

## Bakgrund

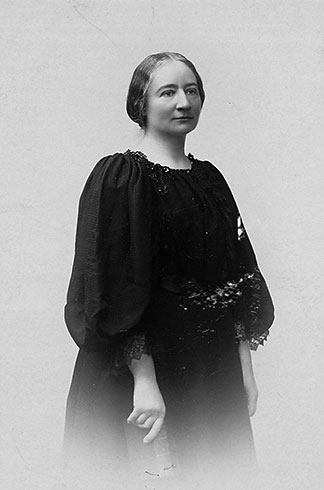
Ellen Key (1910), en av initiativtagarna.

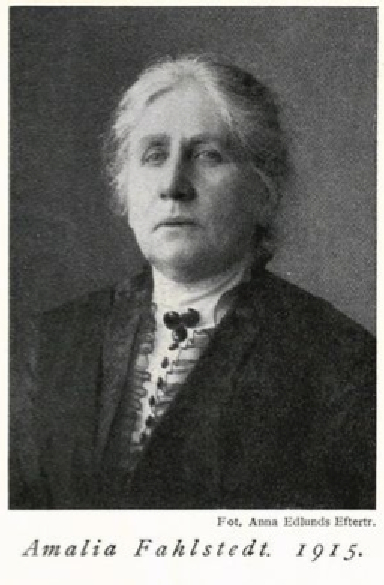
Amalia Fahlstedt (1915), initivativtagare.

Under den senare delen av 1800-talet pågick i Sverige såväl som internationellt flera rörelser i samhället där rådande könsmaktordning ifrågasattes. Det handlade om kvinnors avsaknad av rösträtt, om möjlighet att själv förfoga över sin ekonomi, om förhållanden på arbetsplatser med kvinnlig dominans, om tillgång till kunskap och kultur. Kvinnor från olika samhällsklasser samlades för att diskutera och ta tillvara sina gemensamma intressen. Inom borgerligheten fanns till exempel Nya Idun, Fredrika Bremerförbundet och Kvinnoklubben för yrkesarbetande medel- och överklasskvinnor. Arbetarklassens kvinnor samlades i fackföreningar som Sömmerskeförbundet och Strykerskefackföreningen. Arbetareinstitutet, som grundats av läkaren Anton Nyström, tillhandahöll föredrag, bibliotek och kurser i syfte att erbjuda arbetarklassen kunskap och kultur till en ringa kostnad.
Ellen Key var där en återkommande föreläsare. En av hennes grundtankar var alla människors lika värde och behov och hon gav uttryck för en önskan om möten mellan kvinnor från alla samhällsklasser för utbyte av tankar och idéer. Hennes goda vän Amalia Fahlstedt som tillsammans med sin syster drev en privat skola i hemmet hade samma tankar och föreslog Ellen Key att starta samkväm där kvinnor från arbetarklass och borgerligheten kunde mötas under otvungna former. Författaren Elna Tenow var också vän till Ellen Key och positiv till idén. 

## Verksamhet
Syfte med tolfternas verksamhet var att erbjuda kvinnor ett forum för möten över klassgränser där man genom korta föredrag kunde få ta del av vetenskap och kultur,  diskutera och utbyta erfarenheter, dela enkla måltider, leka och musicera. Initiativtagarna och deras rekryterade vänner bildade grupper av tolv personer som skulle ha ansvar för att utforma program och bjuda in ett antal medlemmar från arbetarklassen till samkväm. Inbjudan riktades till att börja med till befintliga kvinnliga fackorganisationer. Det bildades sex grupper som benämndes "tolfter". Begreppet kom dock så småningom att även omfatta de inbjudande personerna. Dessa värvades från den borgerliga bekantskapskretsen till initiativtagarna och omfattade bland annat lärare, författare, konstnärer.  Ett rullande schema skapades med två samkväm per månad. Det bildades ingen regelrätt förening med stadgar och protokoll men tolfternas ledare förde minnesanteckningar om genomförda samkväm, innehåll och reflektioner. Någon formell ordförande utsågs inte men Ellen Key kom under hela sin levnad att vara en nyckelperson, inspiratör och informell ledare. Första samkvämet ägde rum 1892 och det sista 1964. 

### Aktiviteter
Sammankomsterna inleddes med en enkel måltid följd av föredrag och efterföljande diskussion. Därefter följde ofta spel, lekar och musicerande. Man byggde upp ett litet bibliotek med fri utlåning och det anordnades kurser i olika ämnen. Julfester och vårutflykter var särskilt uppskattade.

### Nätverk
Många av tolfterna var också samtidigt aktiva i andra organisationer såsom  Nya Idun, Sveriges kvinnliga fredsförening, Landsföreningen för kvinnans politiska rösträtt, Kvinnoklubben för yrkesarbetande medel- och överklasskvinnor. De inbjudna deltagarna tillhörde bland annat  Allmänna kvinnoklubben och kvinnliga fackförbund.

### Kända "tolfter" och medlemmar
Initiativtagarna Ellen Key, Amalia Fahlstedt och Elna Tenow var kända och offentliga personer under sin samtid. Bland andra inbjudare noteras Anna Lindhagen, Elsa Beskow, Hanna Pauli och Anna Whitlock. Maria Sandel var medlem en kortare tid. Fram till det sista samkvämet 1964 tillkom många nya deltagare såsom Anna Branting, Kerstin Hesselgren, Alice Tegnér, Agda Östlund och Anna Söderberg.

## Betydelse
Tolfterna var ett av många samtida forum för att samla kvinnor och kanalisera kvinnors krav på möjlighet till egen utveckling, såväl kulturell som ekonomisk. Speciellt för yngre yrkesverksamma kvinnor utgjorde samkvämen ett andningshål i en krävande vardag. Att i praktiken leva upp till den ärliga intentionen om umgänge och diskussioner på jämlik basis mellan kvinnor från arbetarklassen och borgerligheten visade sig ha varit förenat med svårigheter enligt inbjudarnas minnesanteckningar. Icke desto mindre var organisationen fortsatt livskraftig under drygt sjuttio år, om än i begränsad omfattning vartefter medlemmarna åldrades och samhället förändrades. En särskild förmån var den sommarsemester som "tolfternas vilobehövande arbeterskor" erbjöds att tillbringa på Strand efter Ellen Keys död 1926. Strand var Ellen Keys bostad vid Vättern sedan 1910 och i sitt testamente beskrev hon hur hemmet skulle bli ett vilohem för arbetande kvinnor och att tolfternas medlemmar hade företräde.

## Allmänna källor
- Håkansson Petré, Lisbeth (2019). Tisdagar med Tolfterna. Nätverkande kvinnor i sekelskiftets Stockholm. Stockholmia förlag.